# Incilius luetkenii
Incilius luetkenii är en groddjursart som först beskrevs av George Albert Boulenger 1891.  Incilius luetkenii ingår i släktet Incilius och familjen paddor. IUCN kategoriserar arten globalt som livskraftig. Inga underarter finns listade i Catalogue of Life.